# Palm Springs (film 1936)
Palm Springs è un film statunitense del 1936 diretto da Aubrey Scotto.